# Белка и Стрелка. Озорная семейка
«Бе́лка и Стре́лка. Озорна́я семе́йка» — российский компьютерный анимационный мультсериал. Премьера мультсериала состоялась 11 апреля 2011 года на телеканале «Россия-1» в детской вечерней передаче «Спокойной ночи, малыши!». Сериал предназначен для детей от 3 до 5 лет и создан российской анимационной студией «КиноАтис», при государственной финансовой поддержке Министерства культуры Российской Федерации (МКРФ) Действия фильма разворачиваются в СССР, вокруг трёх главных героев — щенков, являющихся детьми главных героев российского полнометражного анимационного мультфильма «Белка и Стрелка. Звёздные собаки».

## Сюжет
Рекс, Дина и Бублик — дети собак-космонавтов Белки и Казбека, героев мультфильма «Белка и Стрелка. Звёздные собаки». Их главной мечтой является полёт на ракете, ради осуществления которой они пытаются проникнуть на корабль, но вместо этого попадают в разные комичные ситуации, из которых им удаётся выбраться, благодаря совместным усилиям. Кроме этого, щенки часто являются вовлечены и в проблемы повседневной жизни, в разрешении которых они принимают непосредственное участие. Действие разворачивается в СССР, в конце 1960-х, 1970-е и середине 1980-х годов.

## Персонажи

### Главные персонажи
Некоторые главные герои сериала являются героями предшествующего полнометражного фильма. Малыши Дина, Рекс и Бублик принимают участие только в сериале. Самый старший щенок, Пушок, живёт в США, куда его отправили в начале основного фильма.

Дина, Рекс и Бублик

Белка

- Рекс — самый умный, скромный и застенчивый, но, несмотря на это, ответственный и честный. Старший брат Дины и Бублика. Интересуется окружающим миром и много читает. Глаза голубые. Темпераментом — флегматик. Носит очки. Старается во всём походить на своего отца Казбека и мечтает попасть в космос. Умеет в трудных ситуациях принимать верное решение, проявляет инициативу и изобретательность. В отличие от Дины и Бублика, не хулиганит и ведёт себя примерно. Часто бывает задумчивым и невнимательным. Рексу 11 лет: он учится в четвёртом классе.
- Бублик — самый младший в семье. Самый хулиганистый и озорной из щенков — прямая противоположность Рексу. Постоянно попадает в смешные ситуации и неприятности из-за своего бойкого нрава и желания что-то сделать по-своему. Холерик. Несмотря на это, удачлив и может выйти из сложной ситуации благодаря своему везению. Рекс и Дина иногда называют его «Баранкой». Стремится вовлечь Рекса в свои авантюры. Часто хулиганит на пару со своей старшей сестрой Диной.
- Дина — средняя дочь в семье. Прекрасная из всех щенков, весёлая и жизнерадостная. Активная и инициативная, не даёт себя в обиду, но любит красиво выглядеть. Не любит, когда вмешиваются в её дела, однако зачастую вовлекает братьев в игру по своим правилам.
- Белка (полное имя — Белла Раймондовна Манежная) — цирковая актриса. Деятельная и амбициозная. Принимала участие в космической программе, где и познакомилась со своим будущим мужем, имеет награды. На Земле любящая и заботливая мать, переживает за своих детей, особенно за Дину и Бублика, но иногда (только по делу) бывает строга. Любит и глубоко уважает своего мужа Казбека.
- Казбек (полное имя — Казбек Русланович Небалуев) — стойкий и храбрый пёс породы немецкая овчарка. Судя по погонам на ошейнике — майор ВВС. Участвует в тренировках будущих космонавтов, а иногда и сам летает в космос. На работе он строг и ответственен, иногда склонен к агрессии. Немного сентиментален, но тщательно это скрывает. Дома — примерный семьянин и любящий отец. Как и Рекс, он флегматик. Страдает лунатизмом.
- Стрелка (полное имя — Стрела Сириусовна Космос) — так же, как и её подруга Белка, летала в космос и вместе с ней успешно вернулась на Землю. После событий основного мультфильма её дальнейшая судьба почти неизвестна. В мультсериале встречается редко, за исключением некоторых серий (впервые появилась в серии «День космонавтики»). Панк и пацанка, но несмотря на весёлый характер, она заботливая и общительная.
- Веня (полное имя — Вениамин Усатович Хвостовский) — молодой крыс. Лучший друг Белки и Стрелки; летал вместе с ними в космос. Иногда присматривает за Рексом, Диной и Бубликом, помогает им советами. Хорошо разбирается в современном искусстве. Интеллигент и меланхолик.

### Второстепенные персонажи
Помимо главных, в мультсериале присутствуют и второстепенные персонажи, преимущественно из первого мультфильма. Чаще всего появляются:
- собаки-хулиганы: пёс Пират, мопс Муля, бульдожиха Буля;
- попугай-какаду Карлуша (он же Карл Иванович; директор цирка, в котором работает Белка), артисты цирка (слон Иван Иванович, медведь Дядя Миша, поросёнок Дядя Вольдемар (иногда — Дядя Свин), обезьяна, лев Дядя Лёва (Лев Бонифациевич), зайцы братья Зайцевы, крот);
- человек-собаколов (в сериях «Глубина резкости», «В поисках попугая» и «Львиная доля» у него появился «двойник» — дворник дядя Федя);
- Кот-психиатр – появился в серии "Чувство полёта", загипнотизировал сам себя и стал взлетать. Актёр озвучки: Дмитрий Филимонов .

В некоторых сериях появлялись новые персонажи: например, голуби Чибис, Малой и Аркаша и котёнок Лапка (Лапуля) из 4-го выпуска DVD . Также появлялись: кролик-космонавт, милиционер, рыжая девочка, любящая котят; бульдожиха Тётя Мотя и такса-родственница Жучка Полкановна (бабушка Дины, Рекса и Бублика).
В серии «Настоящий Дед Мороз» появляется «собачий» Дед Мороз, ( вероятно породы русский терьер ) . В серии «Троянский пёс» появляется пёс Иннокентий (Кеша), который потерялся, однако в серии «Актуальное искусство» выступает в роли члена жюри, а в серии «Настоящая драма» играет автора. По породе он является чихуахуа .
В серии «Сосед» появился старый пёс, который живёт на даче и сторожит сад, присматривает за домом. По ночам воет на луну от бессонницы из-за одиночества, поскольку его бросили, когда наступила осень и все уехали,а он остался ждать.

## Озвучивание
- Лариса Брохман — Рекс, Бублик, Стрелка,  бульдожиха Буля, бабушка Жучка, эпизодические и второстепенные персонажи
- Ольга Шорохова — Дина, Белка, эпизодические и второстепенные персонажи
- Дмитрий Филимонов — Казбек, Веня, Пират, мопс Муля и другие мужские роли, бульдожиха Буля
- Диомид Виноградов — все мужские роли, бабушка Жучка

## Музыкальное сопровождение
Автор музыкального сопровождения — композитор и дирижёр Иван Урюпин, который также участвовал в создании музыкального сопровождения к основному полнометражному фильму.

## Канал YouTube
С 31 мая 2012 по 25 февраля 2023 года на видеохостинге YouTube существовал официальный канал по франшизе «Белка и Стрелка». Изначально канал назывался «Озорная семейка», но в конце 2018 года был переименован в «Белка и Стрелка». Канал был удалён 25 февраля 2023 года. Точная причина удаления: неизвестна, но канал был удалён, так как он пустовал и не приносил много прибыли. Плюс ко всему, могла повлиять новость о якобы очередной попытке отменить YouTube на территории России.

## Список серий
| Сезон | Серии            | Премьера сезона | Финал сезона    |
| ----- | ---------------- | --------------- | --------------- |
| 1     | 1-52 (52 серии)  | 11 апреля 2011  | 15 декабря 2012 |
| 2     | 53-90 (38 серии) | 29 июля 2013    | 29 декабря 2017 |

### 1 сезон
| № серии | Название               | Сценарист                             | Режиссёр                                      | Длина серии | Дата выхода      |
| ------- | ---------------------- | ------------------------------------- | --------------------------------------------- | ----------- | ---------------- |
| 1       | Сюрприз из Америки     | Михаил Местецкий                      | Дина Мальцева                                 | 5:29        | 11 апреля 2011   |
| 2       | Через тюбики           | Михаил Местецкий                      | Алексей Некрасов                              | 5:27        | 12 апреля 2011   |
| 3       | Попасть на ТВ          | Михаил Местецкий                      | Алексей Некрасов                              | 5:27        | 13 апреля 2011   |
| 4       | Одни дома              | Александр Тюжин, Михаил Местецкий     | Дина Мальцева                                 | 5:27        | 14 апреля 2011   |
| 5       | Немного заработать     | Михаил Местецкий                      | Владислав Байрамгулов                         | 5:30        | 15 апреля 2011   |
| 6       | Старый новый слон      | Михаил Местецкий                      | Дево Винсент Поль Анри, Владислав Байрамгулов | 5:27        | 15 апреля 2011   |
| 7       | Тётя Мотя              | Михаил Местецкий                      | Инна Евланникова                              | 5:29        | 16 апреля 2011   |
| 8       | Артиста много          | Татьяна Донская, Михаил Местецкий     | Алексей Некрасов                              | 5:30        | 17 апреля 2011   |
| 9       | Лекарство              | Татьяна Гурьянова                     | Дина Мальцева                                 | 5:54        | 18 апреля 2011   |
| 10      | Вопрос чистоты         | Михаил Местецкий                      | Дина Мальцева                                 | 5:57        | 19 апреля 2011   |
| 11      | В поисках попугая      | Дмитрий Курилов                       | Владислав Байрамгулов                         | 5:54        | 20 апреля 2011   |
| 12      | Рыбалка для Бублика    | Михаил Местецкий                      | Инна Евланникова                              | 5:59        | 27 апреля 2011   |
| 13      | Квартет                | Максим Возняк, Полина Конох           | Алексей Некрасов                              | 5:54        | 28 апреля 2011   |
| 14      | Цирк — это диагноз     | Максим Возняк, Наташа Лемур           | Сергей Антонов                                | 5:57        | 25 мая 2011      |
| 15      | Из песочницы к звёздам | Максим Возняк, Владислав Выставной    | Сергей Антонов                                | 5:56        | 1 июня 2011      |
| 16      | Снова к звёздам        | Владислав Байрамгулов                 | Владислав Байрамгулов                         | 5:55        | 8 июня 2011      |
| 17      | Впервые на арене       | Владислав Байрамгулов, Татьяна Ильина | Владислав Байрамгулов                         | 5:58        | 15 июня 2011     |
| 18      | Принцесса цирка        | Максим Возняк, Наташа Лемур           | Алексей Некрасов                              | 5:58        | 15 июня 2011     |
| 19      | Страшная история       | Дюк Митягов, Максим Возняк            | Алексей Некрасов                              | 5:59        | 22 июня 2011     |
| 20      | Глубина резкости       | Дюк Митягов, Максим Возняк            | Сергей Антонов                                | 6:02        | 29 июня 2011     |
| 21      | Куда улетают ёлки?     | Владислав Байрамгулов                 | Владислав Байрамгулов                         | 5:54        | 16 декабря 2011  |
| 22      | Настоящий Дед Мороз    | Владислав Байрамгулов                 | Владислав Байрамгулов, Вадим Оборвалов        | 5:53        | 20 декабря 2011  |
| 23      | Первый снег            | Владислав Байрамгулов                 | Владислав Байрамгулов                         | 5:54        | 3 декабря 2011   |
| 24      | Повара                 | Михаил Местецкий                      | Екатерина Шабанова                            | 5:56        | 25 ноября 2011   |
| 25      | Самый любимый          | Андрей Рубецкой                       | Андрей Рубецкой                               | 5:51        | 21 января 2012   |
| 26      | Девятый вал            | Ольга Мяэотс                          | Алексей Некрасов                              | 5:49        | 20 июля 2011     |
| 27      | Настоящий герой        | Максим Возняк, Ирина Вышегородцева    | Вадим Оборвалов                               | 5:56        | 23 февраля 2012  |
| 28      | Мамин день рождения    | Ольга Мяэотс                          | Андрей Рубецкой                               | 5:56        | 5 марта 2012     |
| 29      | В небо                 | Наташа Лемур                          | Екатерина Шабанова                            | 5:52        | 15 марта 2012    |
| 30      | Голова садовая         | Максим Возняк, Дюк Митягов            | Алексей Некрасов                              | 5:55        | 28 марта 2012    |
| 31      | Правила движения       | Андрей Рубецкой                       | Андрей Рубецкой                               | 5:55        | 29 марта 2012    |
| 32      | Прямой эфир            | Ольга Мяэотс                          | Алексей Некрасов                              | 5:53        | 31 марта 2012    |
| 33      | Трудности севера       | Максим Возняк, Юлий Климок            | Екатерина Шабанова                            | 5:53        | 26 марта 2012    |
| 34      | Это вам не фокусы!     | Ольга Мяэотс                          | Андрей Рубецкой                               | 5:56        | 2 апреля 2012    |
| 35      | Чувство полёта         | Маруся Урусова                        | Вадим Оборвалов                               | 5:54        | 4 апреля 2012    |
| 36      | Поход                  | Наташа Лемур                          | Екатерина Шабанова                            | 5:56        | 9 апреля 2012    |
| 37      | Спасатели              | Ольга Мяэотс                          | Екатерина Шабанова                            | 5:56        | 18 апреля 2012   |
| 38      | Спасти Лапулю          | Максим Возняк, Владислав Байрамгулов  | Алексей Некрасов                              | 5:38        | 12 мая 2012      |
| 39      | День сыра              | Андрей Рубецкой                       | Андрей Рубецкой                               | 5:56        | 5 апреля 2012    |
| 40      | Инкубатор              | Любовь Хоботова                       | Екатерина Шабанова                            | 5:55        | 16 июля 2012     |
| 41      | День космонавтики      | Максим Возняк                         | Андрей Рубецкой                               | 5:49        | 12 апреля 2012   |
| 42      | Послание потомкам      | Ольга Мяэотс                          | Алексей Некрасов                              | 5:53        | 22 июня 2012     |
| 43      | Радиоволны             | Максим Возняк, Дюк Митягов            | Екатерина Шабанова                            | 5:57        | 20 августа 2012  |
| 44      | Приятель по разуму     | Максим Возняк, Владислав Выставной    | Алексей Некрасов                              | 5:56        | 21 августа 2012  |
| 45      | Страшный Бублик        | Любовь Хоботова                       | Екатерина Шабанова                            | 5:57        | 30 октября 2012  |
| 46      | Тимуровцы              | Максим Возняк, Лариса Клецова         | Андрей Рубецкой                               | 5:54        | 29 октября 2012  |
| 47      | Что будет после меня?  | Любовь Хоботова                       | Андрей Рубецкой                               | 5:55        | 15 декабря 2012  |
| 48      | Авиаторы               | Дмитрий Наумов                        | Андрей Рубецкой                               | 5:55        | 13 октября 2012  |
| 49      | Лётчики-налётчики      | Наташа Лемур                          | Екатерина Шабанова                            | 5:57        | 8 сентября 2012  |
| 50      | Ловкость лап           | Максим Возняк, Дюк Митягов            | Алексей Некрасов                              | 5:55        | 19 сентября 2012 |
| 51      | Муки творчества        | Андрей Рубецкой                       | Андрей Рубецкой                               | 5:56        | 21 ноября 2012   |
| 52      | Сила гипноза           | Максим Возняк, Лариса Клецкова        | Екатерина Шабанова                            | 5:57        | 8 декабря 2012   |

### 2 сезон
| № серии | Название              | Сценарист        | Режиссёр                              | Длина серии | Дата выхода      |
| ------- | --------------------- | ---------------- | ------------------------------------- | ----------- | ---------------- |
| 1       | Грачи прилетели       | Андрей Рубецкой  | Екатерина Шабанова                    | 5:56        | 29 июля 2013     |
| 2       | Обман зрения          | Андрей Рубецкой  | Андрей Рубецкой                       | 5:55        | 1 августа 2013   |
| 3       | Матч века             | Наташа Лемур     | Екатерина Шабанова                    | 5:56        | 8 августа 2013   |
| 4       | На линии огня         | Андрей Рубецкой  | Андрей Рубецкой                       | 5:55        | 12 сентября 2013 |
| 5       | Эйнштейн              | Ольга Грановская | Екатерина Шабанова                    | 5:58        | 28 сентября 2013 |
| 6       | Львиная доля          | Андрей Рубецкой  | Андрей Рубецкой                       | 5:56        | 9 октября 2013   |
| 7       | На ринге              | Ольга Мяэотс     | Кирилл Федулов                        | 5:56        | 21 ноября 2013   |
| 8       | Гвоздь программы      | Наташа Лемур     | Екатерина Шабанова                    | 5:55        | 16 октября 2013  |
| 9       | Турбомопс             | Андрей Рубецкой  | Андрей Рубецкой                       | 5:44        | 2013/2014        |
| 10      | Страсти на льду       | Андрей Рубецкой  | Андрей Рубецкой                       | 5:56        | 2013/2014        |
| 11      | Лунная соната         | Наташа Лемур     | Екатерина Шабанова                    | 5:55        | 2013/2014        |
| 12      | Подарочек             | Наталья Зуева    | Алиса Зингерман                       | 5:51        | 5 апреля 2014    |
| 13      | Душка Мопс            | Андрей Рубецкой  | Андрей Рубецкой                       | 6:04        | 15 июля 2014     |
| 14      | Готовь сани летом     | Ольга Мяэотс     | Екатерина Шабанова, Алексей Подколзин | 6:05        | 13 июля 2015     |
| 15      | А спорим!?            | Наташа Лемур     | Екатерина Шабанова                    | 5:58        | 1 декабря 2014   |
| 16      | Мечта садовода        | Андрей Рубецкой  | Екатерина Шабанова                    | 6:00        | 26 сентября 2014 |
| 17      | Актуальное искусство  | Ольга Мяэотс     | Андрей Рубецкой                       | 6:04        | 21 марта 2015    |
| 18      | Пикник                | Наталья Зуева    | Екатерина Шабанова                    | 6:04        | 7 мая 2015       |
| 19      | Сосед                 | Наташа Лемур     | Андрей Толкалин                       | 5:58        | 30 мая 2015      |
| 20      | За тремя зайцами      | Андрей Рубецкой  | Андрей Рубецкой                       | 5:59        | 2 августа 2015   |
| 21      | Больше энергии!       | Наталья Зуева    | Екатерина Шабанова                    | 6:05        | 22 октября 2015  |
| 22      | Антивирус             | Семён Воронин    | Андрей Рубецкой                       | 5:54        | 26 мая 2016      |
| 23      | Блины                 | Наталья Зуева    | Екатерина Шабанова                    | 6:07        | 25 декабря 2015  |
| 24      | Троянский пёс         | Андрей Рубецкой  | Андрей Рубецкой                       | 5:57        | 21 марта 2016    |
| 25      | Вам письмо!           | Ольга Мяэотс     | Екатерина Шабанова                    | 6:08        | 15 июня 2016     |
| 26      | Синема                | Ольга Мяэотс     | Екатерина Шабанова                    | 6:00        | 4 мая 2016       |
| 27      | Кто тут главный?!     | Андрей Рубецкой  | Андрей Рубецкой                       | 6:09        | 16 апреля 2016   |
| 28      | Скалолазы             | Семён Воронин    | Сергей Антонов, Екатерина Шабанова    | 5:55        | 2 июля 2016      |
| 29      | Съедобное-несъедобное | Дюк Митягов      | Светлана Тугайбей                     | 5:55        | 13 июля 2016     |
| 30      | Настоящая драма       | Семён Воронин    | Светлана Разгуляева                   | 5:32        | 7 августа 2016   |
| 31      | Зелёный континент     | Семён Воронин    | Екатерина Шабанова                    | 5:56        | 5 сентября 2016  |
| 32      | Суперигра             | Семён Воронин    | Екатерина Шабанова                    | 6:00        | 12 октября 2016  |
| 33      | Качели                | Семён Воронин    | Наталья Мальгина, Андрей Рубецкой     | 5:23        | 3 ноября 2016    |
| 34      | Собачка Павлова       | Семён Воронин    | Екатерина Шабанова                    | 5:53        | 24 июня 2017     |
| 35      | Всё по зубам!         | Семён Воронин    | Светлана Тугайбей                     | 5:28        | 29 марта 2017    |
| 36      | Большие гонки         | Андрей Рубецкой  | Андрей Рубецкой                       | 5:33        | 27 мая 2017      |
| 37      | Признание             | Андрей Рубецкой  | Андрей Рубецкой                       | 5:38        | 19 июля 2017     |
| 38      | Любопытство           | Ольга Мяэотс     | Сергей Антонов, Екатерина Шабанова    | 6:18        | 29 декабря 2017  |

## Закрытие проекта
В конце июля 2017 года студия «КиноАтис» выпустила последнюю серию «Озорной семейки», а в декабре 2017 года детско-юношеский телеканал «Карусель» показал последние серии этого сериала. А после этого проект прекратил своё существование, потому что продолжение больше никогда не планировалось, так как создатели хотели создать 3-й сезон, но вместо этого стартовал новый сериал про «Белку и Стрелку», которые раскрывают «Тайны космоса».

## Белка и Стрелка. Спортивная команда
«Бе́лка и Стре́лка. Спорти́вная кома́нда» — спин-офф «Озорной семейки», состоящий из 14 серий, снятый в 2013—2014 годах и приуроченный к зимним Олимпийским играм 2014. Сериал рассказывает о том, что для победы недостаточно лишь силы, ловкости, дисциплины и тренировок. Без любви к спорту, сплочённости, взаимовыручки и уважения к противнику даже самый талантливый спортсмен не сможет победить.

### Сюжет
Белка и Стрелка отправляются на зимние Олимпийские игры. На это раз им предстоит сразиться в зимних видах спорта с командами из других стран. Однако прежде чем они отправятся на соревнования, им ещё многому предстоит научиться. Белка и Стрелка подвергают себя каждодневным тренировкам, однако путь к победе зависит не только от тренировок, так как помимо них у спортсмена должна быть ещё и воля к победе, умение работать в дружной команде, дисциплина, ловкость и, конечно же, желание победить. У звёздных собак есть все данные, чтобы победить в этих соревнованиях, однако среди участников игр есть и такие, которые намерены выиграть любым нечестным путём.
| Серии           | Премьера спин-оффа | Финал спин-оффа |
| --------------- | ------------------ | --------------- |
| 1-14 (14 серии) | 9 февраля 2014     | 22 марта 2014   |

### Список серий
| № серии | Название        | Сценарист       | Режиссёр           | Длина серии | Дата выхода     |
| ------- | --------------- | --------------- | ------------------ | ----------- | --------------- |
| 1       | На высоте       | Наташа Лемур    | Екатерина Шабанова | 6:04        | 6 марта 2014    |
| 2       | Спортивный дух  | Дюк Митягов     | Андрей Рубецкой    | 6:03        | 13 марта 2014   |
| 3       | К оружию!       | Андрей Рубецкой | Андрей Рубецкой    | 6:08        | 27 февраля 2014 |
| 4       | Чудеса          | Андрей Рубецкой | Андрей Рубецкой    | 6:02        | 15 марта 2014   |
| 5       | Всё для победы! | Андрей Рубецкой | Екатерина Шабанова | 6:13        | 16 марта 2014   |
| 6       | Талисман        | Андрей Рубецкой | Андрей Рубецкой    | 6:04        | 19 марта 2014   |
| 7       | Похитители      | Наташа Лемур    | Екатерина Шабанова | 6:11        | 18 марта 2014   |
| 8       | Скорость мысли  | Андрей Рубецкой | Андрей Рубецкой    | 5:56        | 20 марта 2014   |
| 9       | Шантаж          | Наташа Лемур    | Алексей Подколзин  | 5:47        | 22 марта 2014   |
| 10      | Собачья сила    | Андрей Рубецкой | Кирилл Федулов     | 6:07        | 1 марта 2014    |
| 11      | Нос по ветру    | Наташа Лемур    | Екатерина Шабанова | 6:11        | 9 февраля 2014  |
| 12      | Ку-Выр-Ком      | Наташа Лемур    | Екатерина Шабанова | 6:10        | 14 февраля 2014 |
| 13      | Коварная лыжня  | Дюк Митягов     | Екатерина Шабанова | 6:07        | 18 февраля 2014 |
| 14      | На крыло!       | Андрей Рубецкой | Андрей Рубецкой    | 5:47        | 23 февраля 2014 |

Длина всех серий спин-оффа: 1:24:50 (84:50)

## Участие в кинофестивалях и выставках
Развлекательная экспозиция, посвящённая анимационному сериалу «Белка и Стрелка. Озорная семейка» была представлена на ежегодном детском празднике телеканала «Карусель» в ЦПКиО им. Горького и Выставки достижений народного хозяйства (ВДНХ) в 2011 и 2012 годах.
C 11 по 22 апреля 2012 года сериал вошёл в конкурсную программу Международного фестиваля независимого кино в Буэнос-Айресе «Buenos Aires International Festival of Independent Cinema — BAFICI» вместе с основным фильмом «Белка и Стрелка. Звёздные собаки».
2 сентября 2012 г. в киноцентре на Красной Пресне проходило закрытие 10-го Кинофестиваля «Московская премьера», организованного Правительством г. Москвы и редакцией газеты «Московский Комсомолец». Главный приз в номинации «Наше новое детское кино» завоевал мультсериал «Белка и Стрелка. Озорная семейка».

## Телеканалы, транслирующие мультсериал
- Россия-1 (2011—2014)
- Карусель (с 2012)
- Россия-Культура (с 2014)
- Мульт (с 2014)
- Рыжий (2018—2021)
- Тлум HD (2016-2019)
- Minimax Russia (2017)
- О! (c 2017)
- Уникум (с 2020)
- СТС (2016—2022)
- FamilyJam (2023)
- Ani (телеканал) (с 2015)
- Baby Time (2022—2024)
- Киномульт (с 2023)
- ТЕТ (2011—2015)
- ПлюсПлюс (2014)

## DVD
Первый официальный DVD с первым выпуском сериала состоялся 20 октября 2011 года в России. Выпуск осуществлён компанией «Видеосервис». Также «Белка и Стрелка. Озорная семейка» выпущен и на Blu-ray дисках в 2015 году. Ещё также 7 Выпуск осуществлён компанией «Новый Диск» вышедший 23 сентября 2013, 8 и 9 выпуски были осуществлены компанией «CD-Land», вышедшие 3 июля 2014 и 14 марта 2015 года. Всего представлено 76 серий в 9 выпусках.
Компаниями "Видеосервис", "Новый диск", "CD-Land" (и её дочерними компаниями) выпускаются компьютерные игры на основе сериала.
1. Белка и Стрелка. Озорная семейка. 1 выпуск (дата выхода — 20.10.2011)
2. Белка и Стрелка. Озорная семейка. 2 выпуск (дата выхода — 15.12.2011)
3. Белка и Стрелка. Озорная семейка. 3 выпуск (дата выхода — 05.04.2012)
4. Белка и Стрелка. Озорная семейка. 4 выпуск (дата выхода — 05.07.2012)
5. Белка и Стрелка. Озорная семейка. 5 выпуск (дата выхода — 29.11.2012)
6. Белка и Стрелка. Озорная семейка. 6 выпуск (дата выхода — 07.03.2013)
7. Белка и Стрелка. Озорная семейка. 7 выпуск (дата выхода — 23.09.2013)
8. Белка и Стрелка. Озорная семейка. 8 выпуск (дата выхода — 03.07.2014)
9. Белка и Стрелка. Спортивная команда. 9 выпуск (дата выхода — 14.03.2015)

## Печатная продукция
Издательство «Эгмонт-Россия» в 2011 году осуществило выход печатной продукции, преимущественно для детей младшей возрастной группы, основанной на эпизодах мультсериала «Белка и Стрелка. Озорная семейка». Это же издательство осуществляет выпуск продукции по основному полнометражному фильму «Белка и Стрелка. Звёздные собаки».